# Rheumatobates rileyi
Rheumatobates rileyi är en insektsart som beskrevs av Ernst Evald Bergroth 1892. Rheumatobates rileyi ingår i släktet Rheumatobates och familjen skräddare. Inga underarter finns listade i Catalogue of Life.